# Jessica Brando
Jessica Brando, nome d'arte di Jessica Vitelli (Grosseto, 6 dicembre 1994), è una cantante, pianista e modella italiana.
Divenuta popolare sul web grazie al successo dei suoi video musicali caricati in rete, ha successivamente firmato un contratto con la EMI per la quale ha pubblicato un EP e un album (Dimmi cosa sogni).

## Biografia
Nata da madre grossetana e padre santostefanese, sin dall'età di cinque anni ha iniziato a cantare le canzoni dei più celebri cantanti statunitensi degli anni cinquanta come Frank Sinatra, Ella Fitzgerald, Dinah Washington. All'età di otto anni frequenta un corso di canto presso la scuola di musica moderna CMM di Grosseto, dove fonda, con alcuni coetanei, un gruppo con il quale si esibisce in canzoni degli anni ottanta.
Partecipa a numerosi concorsi di canto aggiudicandosi una borsa di studio messa in palio dai Cinecittà Studios e nel 2005 si aggiudica una borsa di studio per la Washington School Of Ballet negli Stati Uniti. Studia anche danza moderna alla scuola di Danza Moderna di Kledi (Roma). Nel 2004 canta davanti a Papa Giovanni Paolo II, mentre nel 2008 viene invitata da Paolo Bonolis alla trasmissione TV "Il senso della vita", accompagnata dal quintetto jazz band di Stefano Di Battista.
Sempre nel 2008 esce il primo singolo Video Killed the Radio Star prodotta dalla band Jazzbit per la Via Veneto Jazz e inclusa nella compilation musicale della rivista l'Espresso e de Il Messaggero, si fa quindi notare dalle più note radio italiane. Quello stesso anno firma un contratto con la EMI Music Italy.
Il 30 ottobre 2009 esce il primo singolo per la EMI Music Italy EP intitolato Jessica Brando, che contiene sei brani editi reinterpretati in una particolare chiave soul. Il primo singolo pubblicato è stato Time Is Running Out, cover della canzone dei Muse, che l'ha portata al successo radiofonico. Nonostante il successo, continua lo studio del pianoforte, oltre che le scuole superiori, al liceo classico di Grosseto. Apprezza alcuni artisti del passato e del presente come Etta James, Muse, Green Day, Andrea Bocelli, i Negramaro ed Alex Baroni.
Il 12 gennaio 2010 è stata ufficializzata la sua ammissione al Festival di Sanremo 2010 nella categoria "Nuova Generazione" con il brano Dove non ci sono ore, scritto dalla cantautrice Valeria Rossi. Non si è potuta esibire la prima sera in quanto minorenne. Infatti la trasmissione si è protratta troppo e avrebbe dovuto cantare dopo mezzanotte, orario vietato per legge ai minori. È andato quindi in onda, tra le polemiche del pubblico in sala e dei giornalisti, un filmato delle prove del pomeriggio. La Brando passa il turno, entrando tra i 4 finalisti, senza però vincere la finalissima.
L'8 maggio 2010 sul palco mobile di Total Request Live live dal Porto Antico di Genova in diretta su Mtv, lancia il singolo Il colore del cuore, accompagnata dalla sua band composta da: Daniela Mornati al pianoforte, Francesco Tringali alla chitarra, Giacomo Tagliavia al basso e contrabbasso, Andrea Chircoff alla batteria. Il 12 maggio viene girato il video ufficiale della canzone nella location di Parco Giardino Sigurtà. Il 29 giugno dello stesso anno la Arnoldo Mondadori Editore ha pubblicato un libro biografico sulla cantante, Io canto da sola, che racconta la sua avventura nel mondo del successo. Il 13 luglio 2010 è uscito l'album Dimmi cosa sogni. Il 3 settembre 2010 è uscito Dimmi cosa sogni, singolo apripista dell'omonimo album di debutto della cantante.
Il 28 febbraio 2012 pubblica un nuovo singolo, una reinterpretazione della canzone di Domenico Modugno, Nel blu dipinto di blu, utilizzata anche per gli spot della Barilla; mentre il 3 luglio dello stesso anno esce un nuovo inedito, Sei, per il progetto b+B, insieme a Boosta, tastierista dei Subsonica. Nello stesso anno incide anche il brano Camaleonte insieme alla cantautrice brasiliana Maria Gadù e al musicista brasiliano Ivan Lins.
In seguito abbandona la EMI decidendo di autoprodursi musicalmente e si trasferisce negli Stati Uniti, dove alterna il lavoro di cantante a quello di modella e fashion blogger. Nel 2015 lavorando con la marca di costumi da bagno Relleciga appare in una pubblicità a Times Square.

## Discografia

### Album
- 2010 - Dimmi cosa sogni

### EP
- 2009 - Jessica Brando

### Singoli
- 2008 - Video Killed the Radio Star [13]
- 2009 - Time Is Running Out[14]
- 2009 - Stop and Stare[14]
- 2010 - Dove non ci sono ore
- 2010 - Il colore del cuore
- 2010 - Dimmi cosa sogni
- 2012 - Nel blu dipinto di blu
- 2012 - Sei (come b+B)